# 미나미구 (하마마쓰시)
미나미구(일본어: 南区)는 2023년 12월 1일까지 존재했던 하마마쓰시의 행정구의 하나이다. 2024년 1월 1일에 구의 통합·재편이 이루어져 전역이 주오구로 이행되었다.

## 지리
마나미 구의 면적은 7개의 행정구 중에서는 5번째로 큰 47.02km2이다. 히가시구, 니시구, 나카구와 경계를 접하고 시가지와 전답이 균형있게 퍼져 있다.

## 역사
- 1949년 - 가미촌의 일부를 편입하였다.
- 1951년 - 신즈촌, 고토촌, 가와와촌을 편입하였다.
- 2007년 4월 1일 - 하마마쓰 시의 정령지정도시 이행과 함께 미나미구가 성립하였다.

## 교통

### 철도
- 도카이 여객철도 도카이도 본선

### 도로
- 국도 1호선
- 국도 150호선
- 국도 257호선